# Mercado de La Hoyada
El Mercado de La Hoyada o el Mercado de la Alternativa Popular es el nombre que recibe uno de los principales mercados que está localizado en la parroquia San Agustín del Municipio Libertador del Distrito Capital al oeste del Distrito Metropolitano de Caracas, y al centro norte del país sudamericano de Venezuela.
Se encuentra en la Avenida más importante de la ciudad de Caracas, la Avenida Bolívar, y entre las vías conocidas como  Avenida Fuerzas Armadas y la Avenida Universidad. Está enfocado en la venta de todo tipo de prendas de vestir.
En sus alrededores destacan el Parque José María Vargas, el Nuevo Circo de Caracas, el Museo Carlos Cruz Díez. Es accesible a través de las estaciones de Metro La Hoyada (línea 1 del metro de Caracas) y la estación de Buscaracas, La Hoyada.
En agosto de 2014 sufrió daños parciales cuando un incendio afectó 14 locales, pero el suceso fue controlado por los bomberos del Distrito Capital.